# Оранжевошейный казуар
Оранжевоше́йный казуа́р, или однолопастный казуар (лат. Casuarius unappendiculatus) — крупная нелетающая птица из рода казуаров. Обитает на Новой Гвинее и некоторых близлежащих островах.

## Описание
Оранжевошейный казуар — коренастая птица, достигает высоты 150 см, имеет чёрное оперение, синюю кожу на лицевой части головы и верхней части шеи. На голове, как и у остальных представителей данного рода имеется шлем. Коричневый шлем у оранжевошейного казуара больше, чем у шлемоносного казуара, расширяется к задней части, однако могут встречаться особи, у которых шлем сплющен как у мурука. Передняя часть шеи, а также её нижняя задняя часть и плечи окрашены в красный или жёлто-красный цвет; также имеется одна серёжка. Две цветовые вариации с золотистой и красной шеей рассматриваются как два разных подвида казуаров: C. u. unappendiculatus и C. u. rufotinctus соответственно.
Ноги у оранжевошейного казуара большие и сильные, внутренний палец имеет кинжалообразный коготь. Самец и самка выглядят практически одинаково, но представители женского пола крупнее, имеют более яркий наряд.

## Образ жизни
Как и все казуары, оранжевошейный казуар — скрытная одиночная птица. Этот вид казуара является эндемичной птицей Новой Гвинеи и обитает в прибрежных топях тропических лесов северного побережья, западной части реки Раму в провинции Мороби, а также на островах Япен и Салавати.
Пищу оранжевошейного казуара составляют преимущественно фрукты и мелкие животные.
В период размножения, полигамные самки откладывают от трёх до пяти яиц в хорошо замаскированное, свитое самцом гнездо, после чего уходят к другому самцу. Самцы высиживают яйца и затем в течение девяти месяцев воспитывают птенцов.
Из-за постоянного сокращения ареала данного вида, оранжевошейный казуар занесён в Международную красную книгу как уязвимый вид.

## Классификация
Вид оранжевошейного казуара подразделяется на 6 подвидов:
- C. u. aurantiacus
- C. u. occipitalis
- C. u. philipi
- C. u. rothschildi
- C. u. rufotinctus
- C. u. unappendiculatus

Так как в неволе имеется крайне малое число оранжевошейных казуаров, а в естественных условиях они недостаточно изучены, необходимо относиться осторожно к классификации представителей данного вида.

## Фото

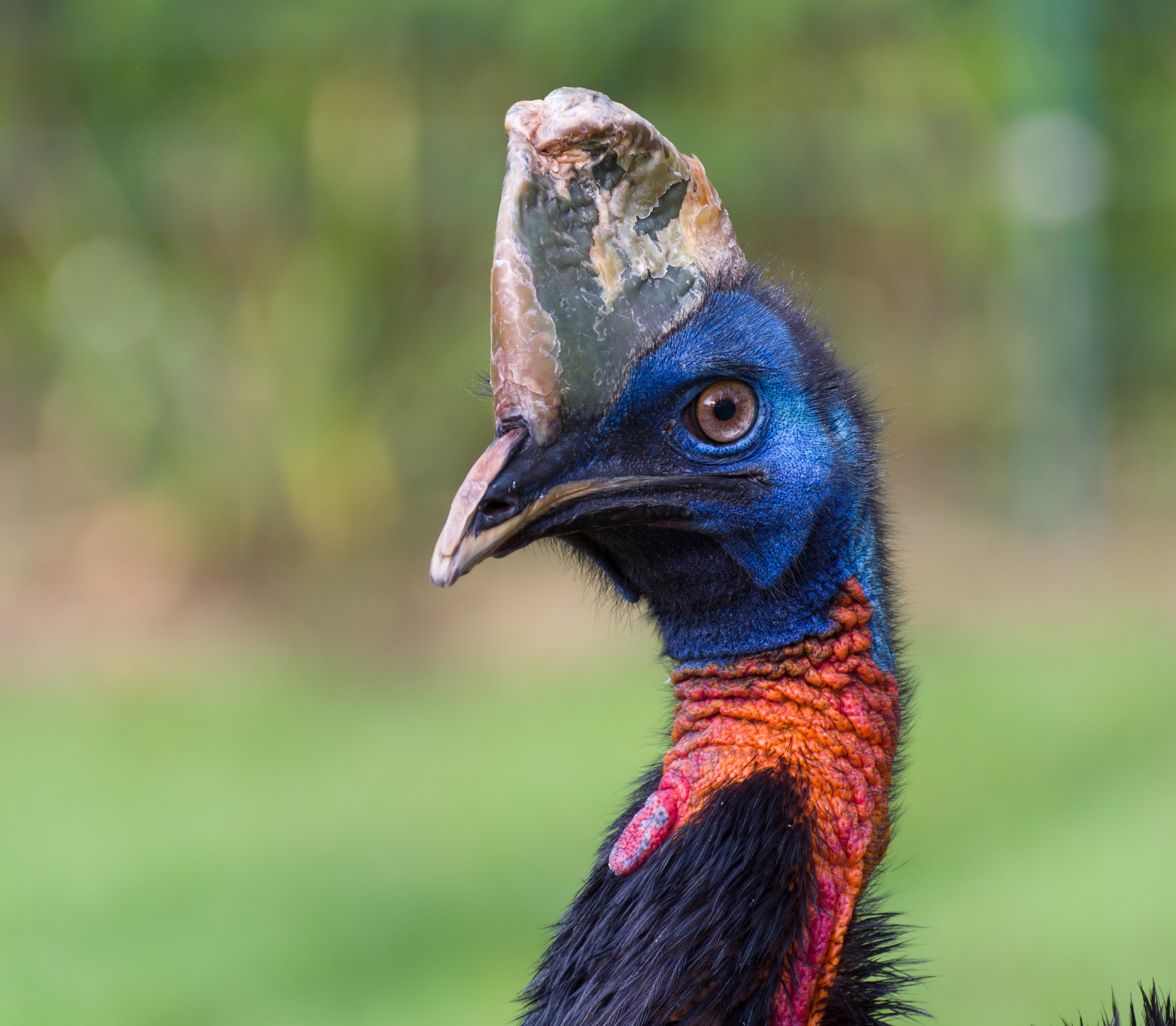
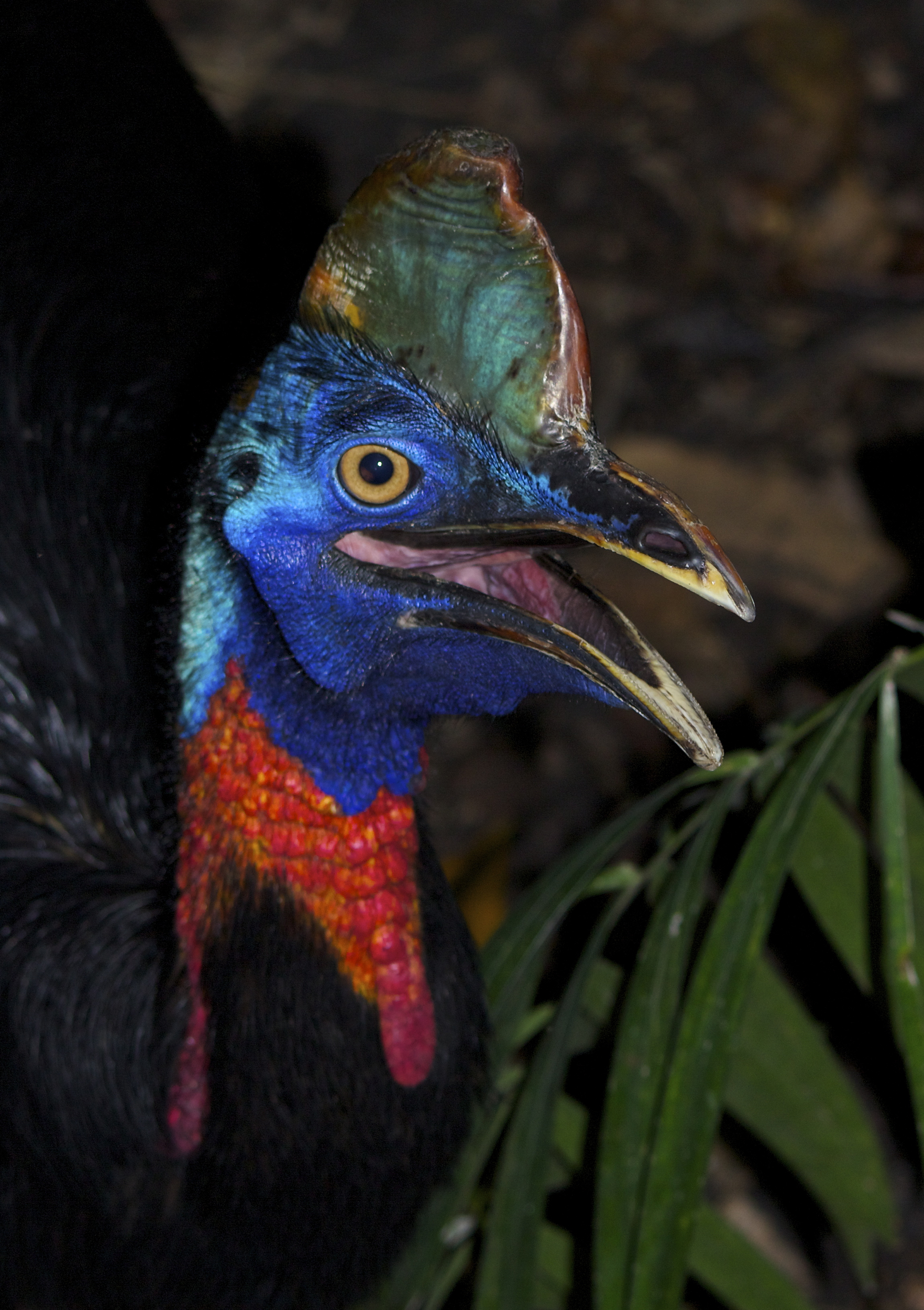
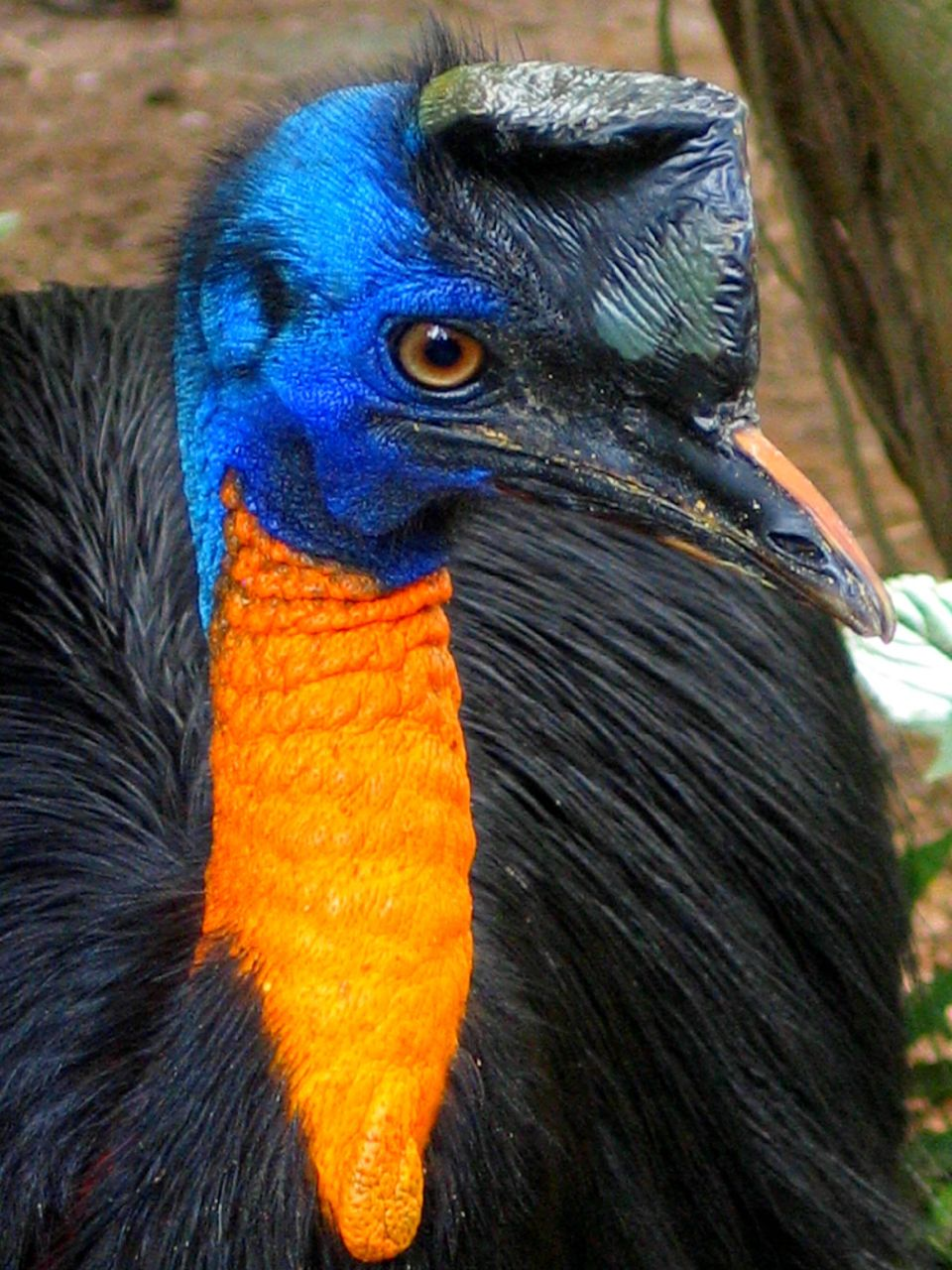
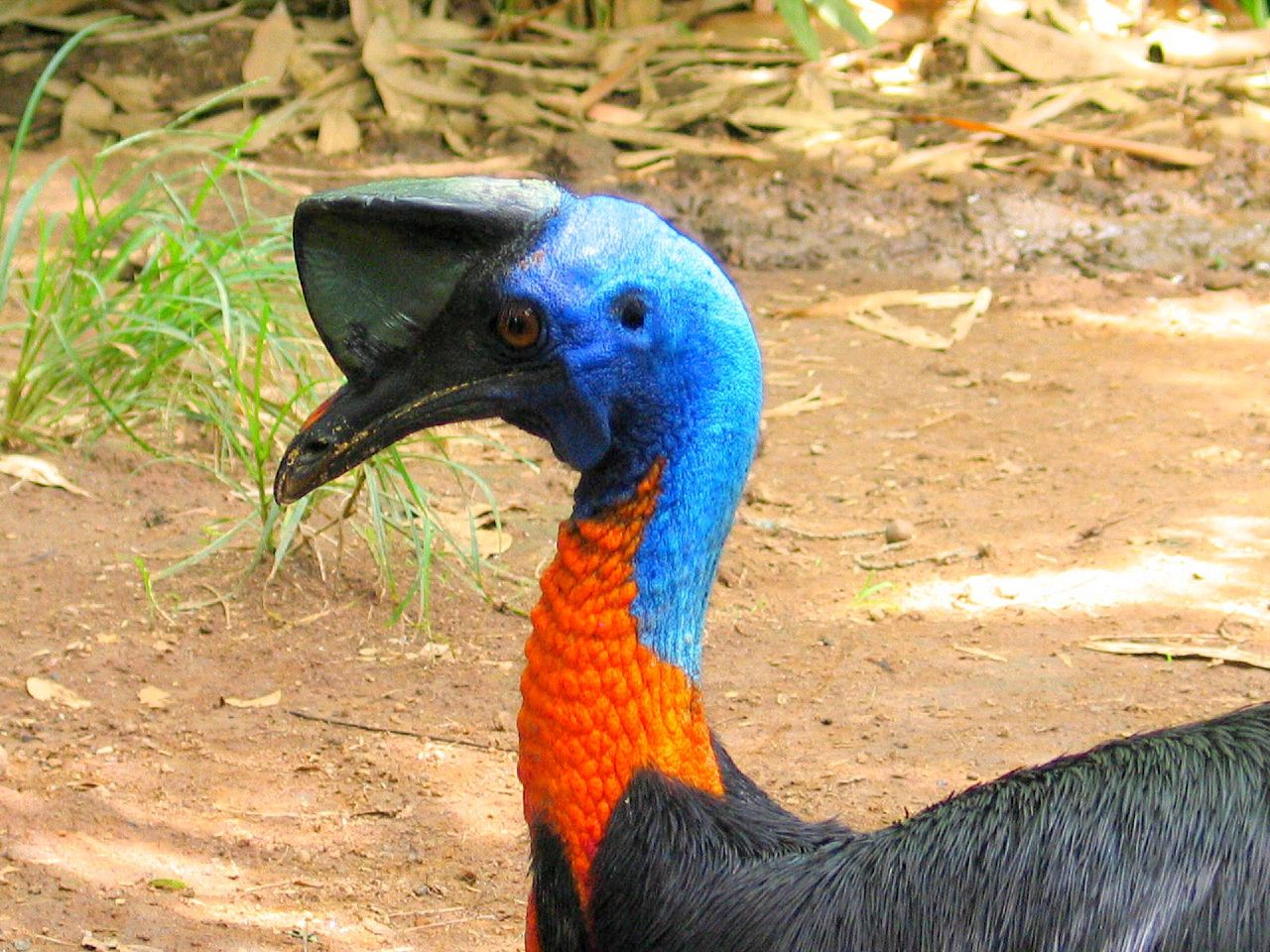
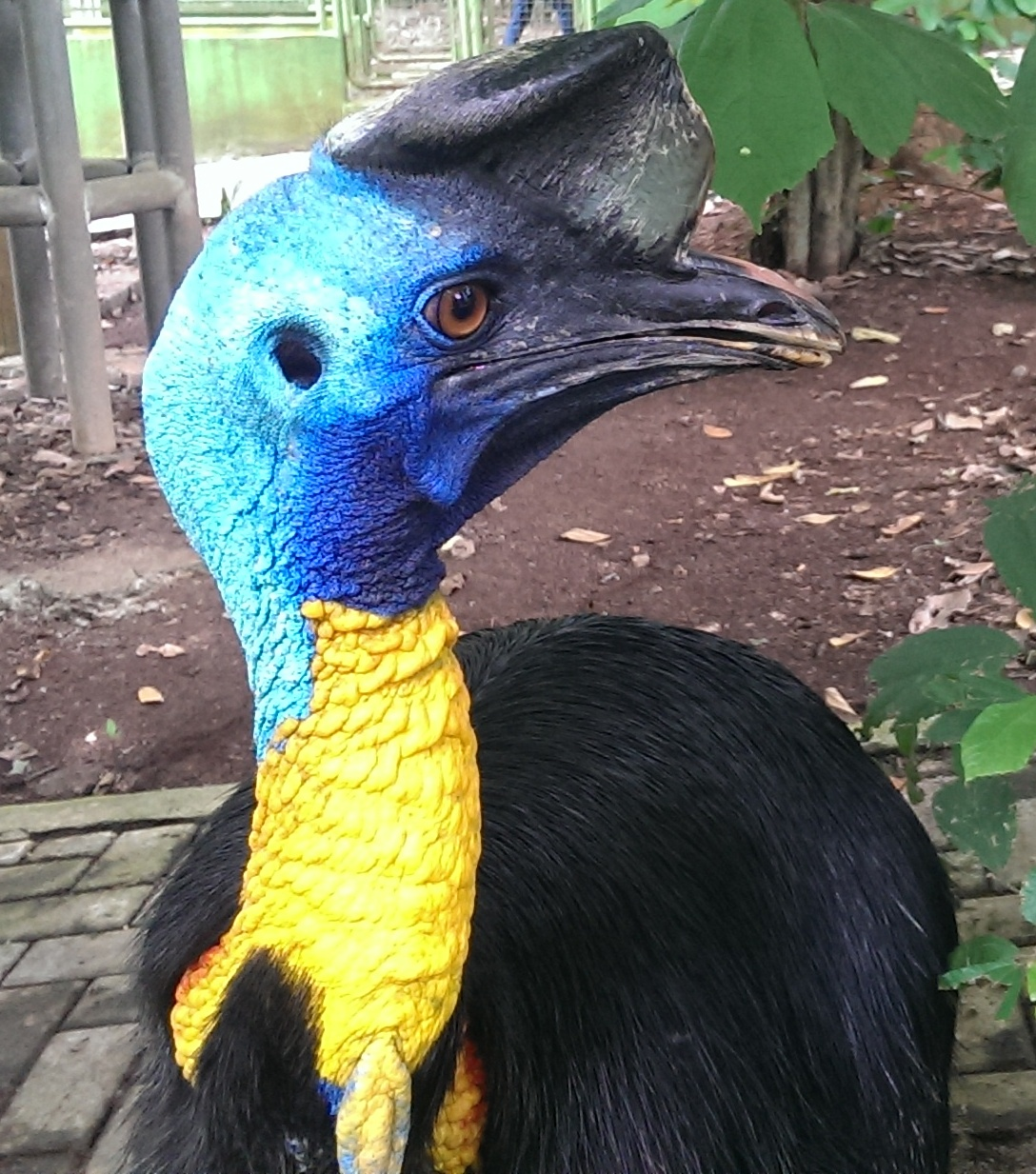
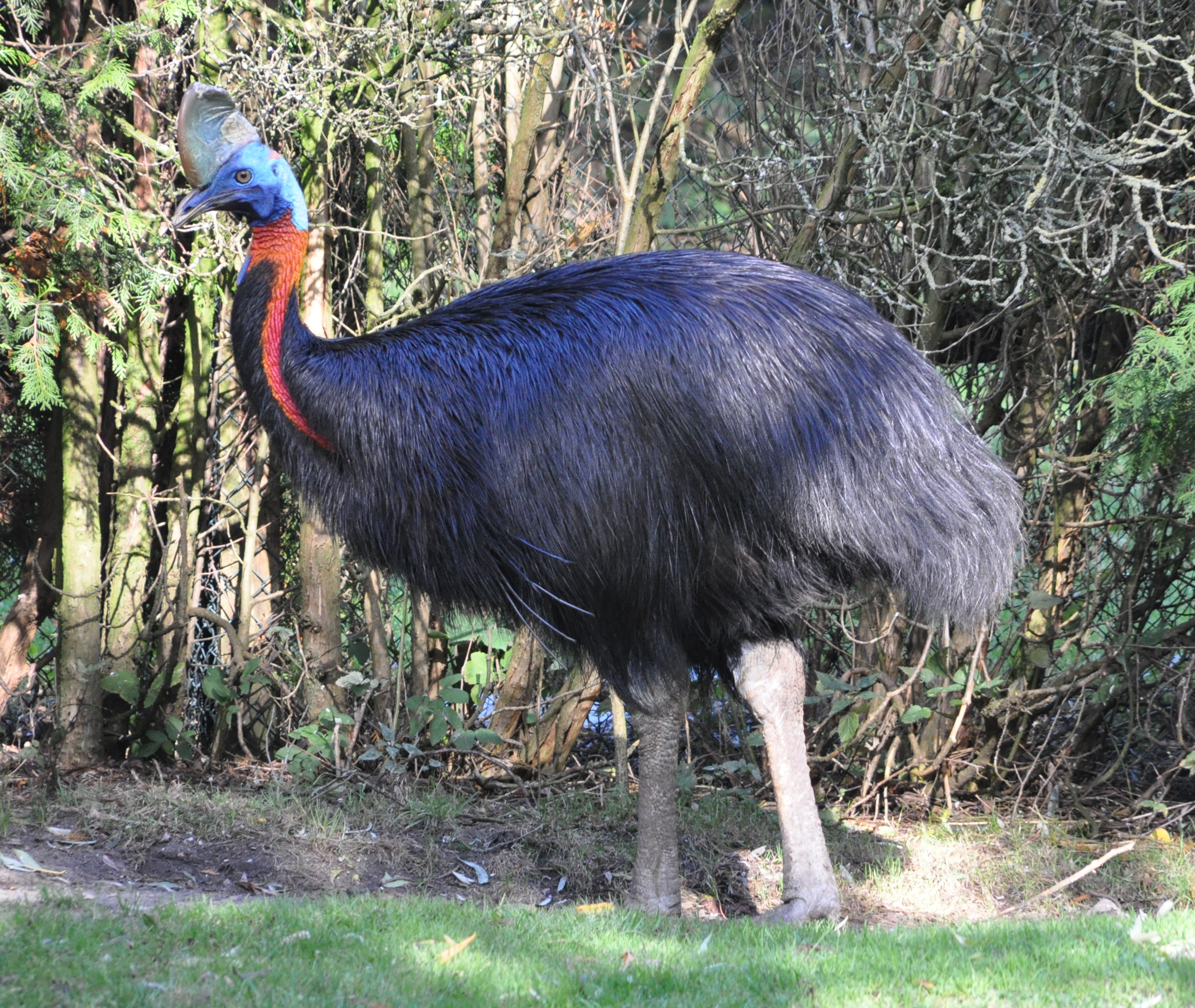
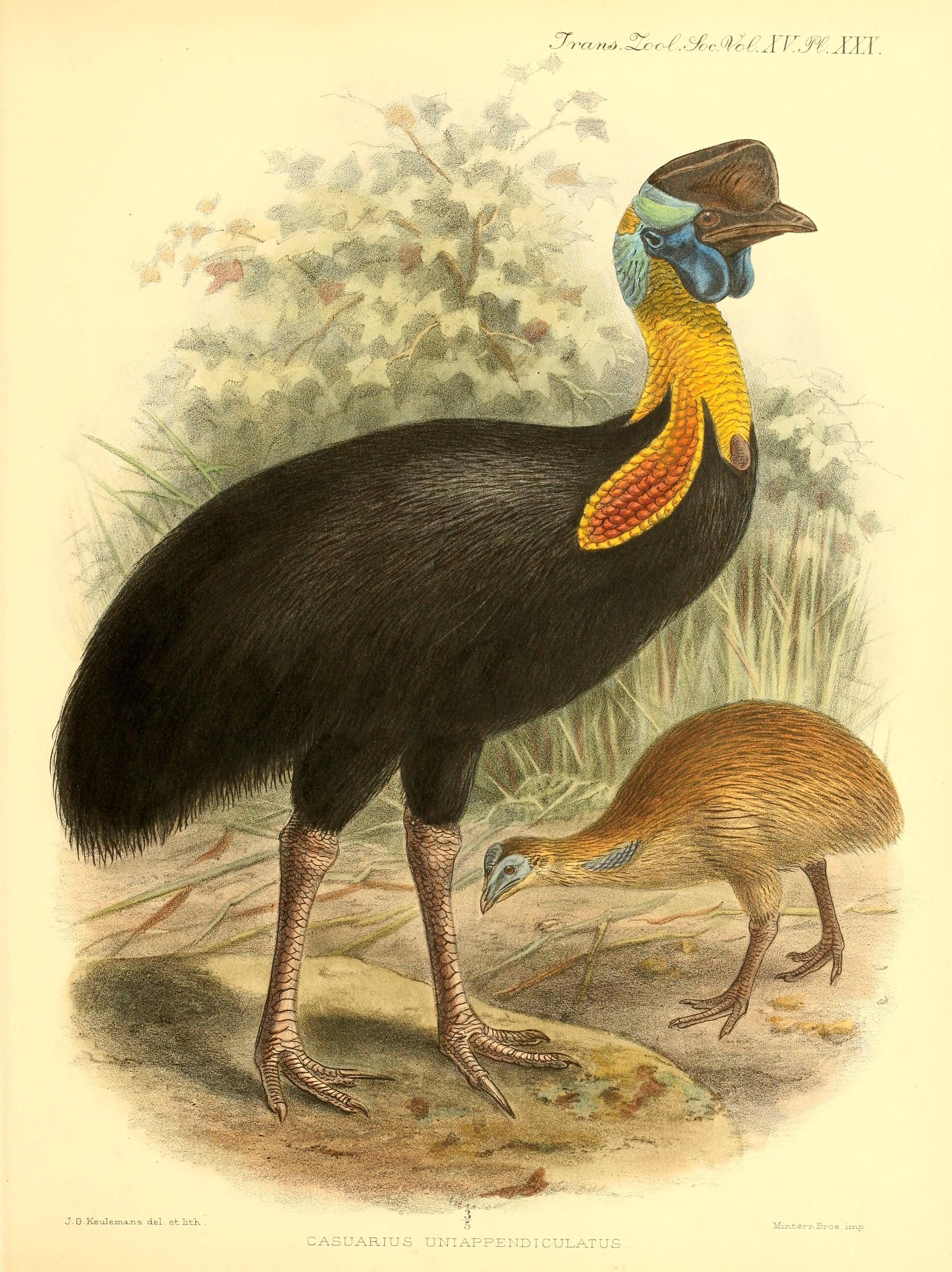